# Parietaria mauritanica
Parietaria mauritanica är en nässelväxtart som beskrevs av Michel Charles Durieu de Maisonneuve. Parietaria mauritanica ingår i släktet väggörter, och familjen nässelväxter. Inga underarter finns listade i Catalogue of Life.